# Битва при Копыстырине
Битва под Копыстырином (пол. Bitwa pod Kopystrzyniem) — бой между наемным королевским войском под предводительством принца Яна Ольбрахта и пятитысячным отрядом заволжских татар посланных Османской империей, который состоялся 8 сентября 1487 у села Копыстырин на Подолье. Польским силам удалось нанести татарам поражение. В битве полегло около 1500 татар, многих из тех, кто остался жив, взяли в плен и через Львов перевезли в Краков, где состоялся триумфальный въезд в город.